# Boston Society of Film Critics Awards 1996
La 17ª edizione dei Boston Society of Film Critics Awards si è svolta il 13 dicembre 1996.

## Premi

### Miglior film
- Trainspotting, regia di Danny Boyle

### Miglior attore
- Geoffrey Rush - Shine

### Migliore attrice
- Brenda Blethyn - Segreti e bugie (Secrets & Lies)

### Miglior attore non protagonista
- Edward Norton - Larry Flynt - Oltre lo scandalo (The People vs. Larry Flynt), Schegge di paura (Primal Fear) e Tutti dicono I Love You (Everyone Says I Love You)

### Migliore attrice non protagonista
- Courtney Love - Larry Flynt - Oltre lo scandalo (The People vs. Larry Flynt)

### Miglior regista
- Mike Leigh - Segreti e bugie (Secrets & Lies)

### Migliore sceneggiatura
- Stanley Tucci e Joseph Tropiano - Big Night

### Miglior fotografia
- John Seale - Il paziente inglese (The English Patient)

### Miglior documentario
- Anne Frank Remembered, regia di Jon Blair

### Miglior film in lingua straniera
- La mia stagione preferita (Ma saison préférée), regia di André Téchiné  ·  Francia

### Miglior regista esordiente
- Campbell Scott e Stanley Tucci - Big Night